# Раддуза
Раддуза (італ. Raddusa, сиц. Raddusa) — муніципалітет в Італії, у регіоні Сицилія,  метрополійне місто Катанія.
Раддуза розташована на відстані близько 530 км на південь від Рима, 130 км на південний схід від Палермо, 50 км на захід від Катанії.
Населення — 3174 особи (2014).
Щорічний фестиваль відбувається 19 вересня. Покровитель — San Giuseppe.

## Демографія
Населення за роками:

Станом на 1 січня 2023 року в муніципалітеті офіційно проживало 47 іноземців з 11 країн, серед них 15 громадян країн Євросоюзу.

## Сусідні муніципалітети
- Айдоне
- Ассоро
- П'яцца-Армерина
- Кастель-ді-Юдіка
- Рамакка